# Arie Van Lysebeth
Arie Theophilius Virginia baron Van Lysebeth (Aalst, 25 november 1938) was van 1996 tot en met 2018 juryvoorzitter van de Koningin Elisabethwedstrijd en een voormalig Belgische dirigent en oud-directeur van het Koninklijk Conservatorium van Brussel.

## Biografie
Van Lysebeth begon op zijn vierde jaar viool te studeren bij zijn vader die ook koordirigent was. Aan het Brussels conservatorium studeerde hij piano, fagot, kamermuziek en orkestleiding. In 1970 werd hij benoemd aan datzelfde conservatorium tot docent kamermuziek en stichtte hij het Vlaams Kamerorkest dat hij dirigeerde. Hij werd benoemd tot directeur van het Brussels conservatorium in 1994 wat hij bleef tot 2003. Daarnaast was hij docent aan de universiteit van Minnesota, het conservatorium van Parijs en de Hogeschool voor kunsten te Arnhem. Hij was van 2004 tot 2014 artistiek directeur van de Muziekkapel Koningin Elisabeth. Sinds 1996 was hij juryvoorzitter van de internationale Koningin Elisabethwedstrijd, als opvolger van Eugène Traey (1915-2006); hij werd opgevolgd door Gilles Ledure.
Op 22 november 2013 werd hij, net als zijn voorganger, bij koninklijk besluit verheven in de erfelijke Belgische adel, met de persoonlijke titel van baron; hij is getrouwd en heeft twee dochters en een zoon.
De blazoenering van zijn bij adelsbrief verleende wapen luidt als volgt: 
- In azuur een linkerschuinbalk van zilver beladen met een muziekpartituurextract, de sleutels, lijnen en noten van sabel. Het schild getopt met een helm van zilver, gekroond, getralied, gesierd en omboord van goud, gevoerd en gehecht van keel. Dekkleden van azuur, gevoerd van zilver. Helmteken: een aanvallende adelaar van zilver.
- Wapenspreuk: VOLHARDEN IN SCHOONHEID in letters van zilver op een lint van azuur. Bovendien, voor de verkrijger het schild gedekt met de rangkroon van baron en gehouden door twee adelaars van zilver, gebekt en getongd van goud.

## Onderscheiding
- 2021: Commandeur in de Kroonorde.[1]